# Художня гімнастика на літніх Олімпійських іграх 2020 — групове багатоборство
Змагання з художньої гімнастики в груповому багатоборстві на літніх Олімпійських іграх 2020 проходили 7 і 8 серпня на Олімпійському гімнастичному центрі в Токіо. У кваліфікації взяли участь 70 спортсменок з 14 країн. У фінальній частині виступили 40 гімнасток з восьми країн.

## Формат змагань
Змагання складаються з двох кіл: кваліфікаційного і фінального. Вісім команд, що показали кращі результати у кваліфікації, виходять у фінал. У кожному колі команди виконують по дві вправи: одну з м'ячами і другу з булавами та обручами. Бали в цих вправах складаються в загальну суму.

## Результати

### Кваліфікація[1]
| Місце | Команда | 5      | 4 + 3  | Загалом | Кваліфікація |
| ----- | --- | ------ | ------ | ------- | ------------ |
| 1     | Болгарія (BUL) Сімона Д'янкова Стефані Кір'якова Мадлен Радуканова Лаура Траєц Еріка Зафірова                            | 47,500 | 44,300 | 91,800  | Q            |
| 2     | Олімпійський комітет Росії (ROC) Анастасія Близнюк Анастасія Максимова Ангеліна Шкатова Анастасія Татарєва Аліса Тіщенко | 45,750 | 43,300 | 89,050  | Q            |
| 3     | Італія (ITA) Мартіна Центофанті Агнес Дуранті Алессія Мауреллі Даніела Могуріан Мартіна Сантандреа                       | 44,600 | 42,550 | 87,150  | Q            |
| 4     | Ізраїль (ISR) Офір Даян Яна Крамаренко Наталі Рац Юліана Телегіна Карін Вексман                                          | 44,000 | 40,650 | 84,650  | Q            |
| 5     | Китай (CHN) Го Ціці Хао Тін Хуан Чжанцзяян Лю Сінь Сюй Яньшу                                                             | 41,600 | 42,000 | 83,600  | Q            |
| 6     | Україна (UKR) Маріола Боднарчук Дарина Дуда Єва Мелещук Анастасія Возняк Марія Височанська                               | 41,450 | 41,250 | 82,700  | Q            |
| 7     | Японія (JPN) Сакура Ношітані Саягурі Сугімото Аюка Сугукі Нанамі Такенака Ріє Мацубара                                   | 40,400 | 39,325 | 79,325  | Q            |
| 8     | Білорусь (BLR) Ганна Гайдукевич Анастасія Малаканава Анастасія Рибакова Аріна Цициліна Карина Ярмоленко                  | 36,000 | 43,650 | 79,650  | Q            |
| 9     | Узбекистан (UZB) Ксенія Александрова Камола Ірназароваі Дінара Равшанбекова Севара Сафоєва Нілуфар Шомурадова            | 42,100 | 36,900 | 79,000  |              |
| 10    | Азербайджан (AZE) Ламан Алімурадова Зейнеб Гумматова Єлизавета Лузан Нарміна Самадова Дар'я Сорокіна                     | 36,700 | 37,650 | 74,350  |              |
| 11    | США (USA) Ізабель Коннор Камілла Філі Лілі Мізуно Єлизавета Плетнєва Ніколь Сладков                                      | 37,850 | 35,825 | 73,675  |              |
| 12    | Бразилія (BRA) Марія Едуарда Аракакі Дебора Медрадо Ніколь Пірсіо Джованна Сантос Беатріс Сільва                         | 35,450 | 37,800 | 73,250  |              |
| 13    | Єгипет (EGY) Логін Елсасєд Поліна Фоуда Сальма Салех Малак Селім Тіа Собі                                                | 36,300 | 33,050 | 69,350  |              |
| 14    | Австралія (AUS) Емілі Еббот Александра Арістотелі Аланна Метьюс Гімека Онода Фелісіті Вайт                               | 20,850 | 19,500 | 40,350  |              |

## Фінал
| Місце | Команда | 5      | 4 + 3  | Загалом |
| ----- | --- | ------ | ------ | ------- |
| 1     | Болгарія (BUL) Сімона Д'янкова Стефані Кір'якова Мадлен Радуканова Лаура Траєц Еріка Зафірова                            | 47,550 | 44,550 | 92,100  |
| 2     | Олімпійський комітет Росії (ROC) Анастасія Близнюк Анастасія Максимова Ангеліна Шкатова Анастасія Татарєва Аліса Тіщенко | 46,200 | 44,500 | 90,700  |
| 3     | Італія (ITA) Мартіна Центофанті Агнес Дуранті Алессія Мауреллі Даніела Могуріан Мартіна Сантандреа                       | 44,850 | 42,850 | 87,700  |
| 4     | Китай (CHN) Го Ціці Хао Тін Хуан Чжанцзяян Лю Сінь Сюй Яньшу                                                             | 42,150 | 42,400 | 84,550  |
| 5     | Білорусь (BLR) Ганна Гайдукевич Анастасія Малаканава Анастасія Рибакова Аріна Цициліна Карина Ярмоленко                  | 45,750 | 38,300 | 84,050  |
| 6     | Ізраїль (ISR) Офір Даян Яна Крамаренко Наталі Рац Юліана Телегіна Карін Вексман                                          | 44,100 | 39,750 | 83,850  |
| 7     | Україна (UKR) Маріола Боднарчук Дарина Дуда Єва Мелещук Анастасія Возняк Марія Височанська                               | 40,350 | 37,250 | 77,600  |
| 8     | Японія (JPN) Сакура Ношітані Саягурі Сугімото Аюка Сугукі Нанамі Такенака Ріє Мацубара                                   | 42,750 | 29,750 | 72,500  |